# صحراء رين
صحراء رين (بالإنجليزية:The Ryn Desert) أو صحراء رين-بوسكي هي صحراء تقع في غرب كازاخستان وجمهورية كالميكيا الروسية الجنوبية الشرقية، وإلى الشمال من بحر قزوين وجنوب شرق مرتفعات الفولغا، حدود الصحراء تعد فضفاضة للغاية وغير محددة، بعض الخرائط تظهر الصحراء بالكامل تقريبا في فترة كساد بحر قزوين، وتمتد إلى ما يقرب من ساحل بحر قزوين، والبعض الآخر يظهر انه إلى الشمال من منطقة ديبريشن. وإجمالا فهي تقع إلى الغرب من نهر الاورال بين درجة 46 ° و 49 ° شمالا و 47 درجة إلى 52 درجة شرقا، درجات الحرارة يمكن أن تصل إلى أعلى مستوياتها القصوى ما بين 45 درجة مئوية إلى 48 درجة مئوية خلال فصل الصيف، في الشتاء ويمكن أن ينخفض إلى أدنى مستوى ما بين -28 درجة مئوية إلى -36 درجة مئوية.
وتنتشر العديد من المدن الصغيرة في جميع أنحاء الصحراء رين، والكثافة السكانية ما بين 1 و 15 شخصا لكل ميل مربع. وتملك صحراء رين مناخ شبه قاحلة، وتحصل على القليل جدا من الأمطار.